# Tordylieae
Tordylieae je tribus štitarki.Sastoji se od tri podtribusa sa 37 rodova, od kojih u Hrvatskoj raste nekoliko vrsta šapika i sjetveni pastinak .
Tribus je opisan 1824.

## Podtribusi i rodovi
1. Subtribus Lefebvrea clade
  1. Lefebvrea A. Rich. (12 spp.)
  2. Stenosemis E. Mey. ex Harv. & Sond. (2 spp.)
  3. Afrosciadium P. J. D. Winter (18 spp.)
  4. Capnophyllum Gaertn. (4 spp.)
  5. Dasispermum Neck. ex Raf. (7 spp.)
  6. Scaraboides Magee & B.-E. van Wyk (1 sp.)
  7. Cynorhiza Eckl. & Zeyh. (3 spp.)
  8. Nanobubon Magee (3 spp.)
  9. Notobubon Magee (13 spp.)
  10. Haplosciadium Hochst. (1 sp.)
  11. Afroligusticum C. Norman (14 spp.)
2. Subtribus Tordyliinae Drude
  1. Vanasushava P. K. Mukh. & Constance (1 sp.)
  2. Semenovia p. min. p. (2 spp.)
  3. Semenovia Regel & Herder (33 spp.)
  4. Pastinacopsis Golosk. (1 sp.)
  5. Scrithacola Alava (1 sp.)
  6. Zosima Hoffm. (4 spp.)
  7. Tricholaser Gilli (2 spp.)
  8. Tordylium L. (16 spp.)
  9. Heracleum L. (84 spp.)
  10. Ainsworthia Boiss. (3 spp.)
  11. Synelcosciadium Boiss. (1 sp.)
  12. Tordyliopsis DC. (1 sp.)
  13. Pastinaca L. emend. Calest. (16 spp.)
  14. Leiotulus Ehrenb. (14 spp.)
  15. Trigonosciadium Boiss. (6 spp.)
  16. Tetrataenium (DC.) Manden. (20 spp.)
  17. Kandaharia Alava (1 sp.)
  18. Stenotaenia Boiss. (7 spp.)
  19. Lalldhwojia Farille (3 spp.)
  20. Pinda P. K. Mukh. & Constance (2 spp.)
  21. Polyzygus Dalzell (1 sp.)
3. Subtribus Cymbocarpum clade
  1. Ormosciadium Boiss. (1 sp.)
  2. Ducrosia Boiss. (6 spp.)
  3. Cymbocarpum DC. (5 spp.)
  4. Kalakia Alava (1 sp.)